# سورة الجمعة
سورة الجمعة هي سورة مدنية، من المفصل، آياتها 11، وترتيبها في المصحف 62، في الجزء الثامن والعشرين، وهي رابعة السور «المُسبِّحات» التي تبدأ بتسبيح الله، نزلت بعد سورة الصف. تناولت السورة ذم اليهود وأحكام صلاة الجمعة.

## سبب التسمية
سميت بهذا الاسم لأن يوم الجمعة ذُكرَ في آيتها التاسعة، واشتملت على أحكام «صلاة الجمعة» فدعت المؤمنين إلى المسارعة لأداء الصلاة، وحرمت عليهم البيع وقت الأذان، ووقت النداء لها وختمت بالتحذير من الانشغال عن الصلاة بالتجارة وغيرها.

## سبب نزول السورة
عن جابر بن عبد الرحمن قال كان رسول الله يخطب يوم الجمعة إذا اقبلت عير قد قدمت فخرجوا إليها حتى لم يبق معه إلا اثنا عشر رجلا فأنزل الله تبارك وتعالى ﴿وإذا رأوا تجارة أو لهوا انفضوا إليها وتركوك قائما﴾ [الجمعة:11]. رواه البخاري عن حفص بن عمر عن خالد بن عبد الله عن حصين.
وكان النبي يقرأ في الجمعة سورة الجمعة و﴿إذا جاءك المنافقون﴾ [المنافقون:1]. (رواه الترمذي).

## تفسير السورة
﴿يُسَبِّحُ لِلَّهِ مَا فِي السَّمَاوَاتِ وَمَا فِي الْأَرْضِ الْمَلِكِ الْقُدُّوسِ الْعَزِيزِ الْحَكِيمِ ۝١﴾ [الجمعة:1].
أي: يسبح لله، وينقاد لأمره، ويتألهه، ويعبده، جميع ما في السماوات والأرض، لأنه الكامل الملك، الذي له ملك العالم العلوي والسفلي، فالجميع مماليكه، وتحت تدبيره، ﴿الْقُدُّوس﴾ [الجمعة:1] المعظم، المنزه عن كل آفة ونقص، ﴿الْعَزِيز﴾ [الجمعة:1] القاهر للأشياء كلها، ﴿الْحَكِيم﴾ [الجمعة:1] في خلقه وأمره.
فهذه الأوصاف العظيمة مما تدعو إلى عبادة الله وحده لا شريك له.
﴿هُوَ الَّذِي بَعَثَ فِي الْأُمِّيِّينَ رَسُولًا مِنْهُمْ يَتْلُو عَلَيْهِمْ آيَاتِهِ وَيُزَكِّيهِمْ وَيُعَلِّمُهُمُ الْكِتَابَ وَالْحِكْمَةَ وَإِنْ كَانُوا مِنْ قَبْلُ لَفِي ضَلَالٍ مُبِينٍ ۝٢ وَآخَرِينَ مِنْهُمْ لَمَّا يَلْحَقُوا بِهِمْ وَهُوَ الْعَزِيزُ الْحَكِيمُ ۝٣ ذَلِكَ فَضْلُ اللَّهِ يُؤْتِيهِ مَنْ يَشَاءُ وَاللَّهُ ذُو الْفَضْلِ الْعَظِيمِ ۝٤﴾ [الجمعة:2–4].
المراد بالأميين: الذين لا كتاب عندهم، ولا أثر رسالة من العرب وغيرهم، ممن ليسوا من أهل الكتاب، فامتن الله تعالى عليهم، منة عظيمة، أعظم من منته على غيرهم، لأنهم عادمون للعلم والخير، وكانوا في ضلال مبين، يتعبدون للأشجار والأصنام والأحجار، ويتخلقون بأخلاق السباع الضارية، يأكل قويهم ضعيفهم، وقد كانوا في غاية الجهل بعلوم الأنبياء، فبعث الله فيهم رسولاً منهم، يعرفون نسبه، وأوصافه الجميلة وصدقه، وأنزل عليه كتابه ﴿يَتْلُو عَلَيْهِمْ آيَاتِهِ﴾ [الجمعة:2] القاطعة الموجبة للإيمان واليقين، ﴿وَيُزَكِّيهِمْ﴾ [الجمعة:2] بأن يحثهم على الأخلاق الفاضلة، ويفصلها لهم، ويزجرهم عن الأخلاق الرذيلة، ﴿وَيُعَلِّمُهُمُ الْكِتَابَ وَالْحِكْمَةَ﴾ [الجمعة:2] أي: علم القرآن وعلم السنة، المشتمل ذلك علوم الأولين والآخرين، فكانوا بعد هذا التعليم والتزكية منه أعلم الخلق، بل كانوا أئمة أهل العلم والدين، وأكمل الخلق أخلاقًا، وأحسنهم هديًا وسمتًا، اهتدوا بأنفسهم، وهدوا غيرهم، فصاروا أئمة المهتدين، وهداة المؤمنين، فلله عليهم ببعثه هذا الرسول صلى الله عليه وسلم، أكمل نعمة، وأجل منحة، وقوله ﴿وَآخَرِينَ مِنْهُمْ لَمَّا يَلْحَقُوا بِهِمْ﴾ [الجمعة:3] أي: وامتن على آخرين من غيرهم أي: من غير الأميين، ممن يأتي بعدهم، ومن أهل الكتاب، لما يلحقوا بهم، أي: فيمن باشر دعوة الرسول، ويحتمل أنهم لما يلحقوا بهم في الفضل، ويحتمل أن يكونوا لما يلحقوا بهم في الزمان، وعلى كل، فكلا المعنيين صحيح، فإن الذين بعث الله فيهم رسوله وشاهدوه وباشروا دعوته، حصل لهم من الخصائص والفضائل ما لا يمكن أحدًا أن يلحقهم فيها، وهذا من عزته وحكمته، حيث لم يترك عباده هملاً ولا سدى، بل ابتعث فيهم الرسل، وأمرهم ونهاهم، وذلك من فضل الله العظيم، الذي يؤتيه من يشاء من عباده، وهو أفضل من نعمته عليهم بعافية البدن وسعة الرزق، وغير ذلك، من النعم الدنيوية، فلا أعظم من نعمة الدين التي هي مادة الفوز، والسعادة الأبدية.
﴿مَثَلُ الَّذِينَ حُمِّلُوا التَّوْرَاةَ ثُمَّ لَمْ يَحْمِلُوهَا كَمَثَلِ الْحِمَارِ يَحْمِلُ أَسْفَارًا بِئْسَ مَثَلُ الْقَوْمِ الَّذِينَ كَذَّبُوا بِآيَاتِ اللَّهِ وَاللَّهُ لَا يَهْدِي الْقَوْمَ الظَّالِمِينَ ۝٥ قُلْ يَا أَيُّهَا الَّذِينَ هَادُوا إِنْ زَعَمْتُمْ أَنَّكُمْ أَوْلِيَاءُ لِلَّهِ مِنْ دُونِ النَّاسِ فَتَمَنَّوُا الْمَوْتَ إِنْ كُنْتُمْ صَادِقِينَ ۝٦ وَلَا يَتَمَنَّوْنَهُ أَبَدًا بِمَا قَدَّمَتْ أَيْدِيهِمْ وَاللَّهُ عَلِيمٌ بِالظَّالِمِينَ ۝٧ قُلْ إِنَّ الْمَوْتَ الَّذِي تَفِرُّونَ مِنْهُ فَإِنَّهُ مُلَاقِيكُمْ ثُمَّ تُرَدُّونَ إِلَى عَالِمِ الْغَيْبِ وَالشَّهَادَةِ فَيُنَبِّئُكُمْ بِمَا كُنْتُمْ تَعْمَلُونَ ۝٨﴾ [الجمعة:5–8].
لما ذكر تعالى منته على هذه الأمة، الذين ابتعث فيهم النبي الأمي، وما خصهم الله به من المزايا والمناقب، التي لا يلحقهم فيها أحد وهم الأمة الأمية الذين فاقوا الأولين والآخرين، حتى أهل الكتاب، الذين يزعمون أنهم العلماء الربانيون والأحبار المتقدمون، ذكر أن الذين حملهم الله التوراة من اليهود وكذا النصارى، وأمرهم أن يتعلموها، ويعملوا بما فيها، وانهم لم يحملوها ولم يقوموا بما حملوا به، أنهم لا فضيلة لهم، وأن مثلهم كمثل الحمار الذي يحمل فوق ظهره أسفارًا من كتب العلم، فهل يستفيد ذلك الحمار من تلك الكتب التي فوق ظهره؟ وهل يلحق به فضيلة بسبب ذلك؟ أم حظه منها حملها فقط؟ فهذا مثل علماء اليهود الذين لم يعملوا بما في التوراة، الذي من أجله وأعظمه الأمر باتباع محمد صلى الله عليه وسلم، والبشارة به، والإيمان بما جاء به من القرآن، فهل استفاد من هذا وصفه من التوراة إلا الخيبة والخسران وإقامة الحجة عليه؟ فهذا المثل مطابق لأحوالهم.
﴿بئس مثل القوم الذين كذبوا بآيات الله﴾ [الجمعة:5] الدالة على صدق رسولنا وصدق ما جاء به. ﴿وَاللَّهُ لَا يَهْدِي الْقَوْمَ الظَّالِمِينَ﴾ [الجمعة:5] أي: لا يرشدهم إلى مصالحهم، ما دام الظلم لهم وصفًا، والعناد لهم نعتًا ومن ظلم اليهود وعنادهم، أنهم يعلمون أنهم على باطل، ويزعمون أنهم على حق، وأنهم أولياء الله من دون الناس.
ولهذا أمر الله رسوله، أن يقول لهم: إن كنتم صادقين في زعمكم أنكم على الحق، وأولياء الله: ﴿فَتَمَنَّوُا الْمَوْتَ﴾ [الجمعة:6] وهذا أمر خفيف، فإنهم لو علموا أنهم على حق لما توقفوا عن هذا التحدي الذي جعله الله دليلاً على صدقهم إن تمنوه، وكذبهم إن لم يتمنوه ولما لم يقع منهم مع الإعلان لهم بذلك، علم أنهم عالمون ببطلان ما هم عليه وفساده، ولهذا قال: ﴿وَلَا يَتَمَنَّوْنَهُ أَبَدًا بِمَا قَدَّمَتْ أَيْدِيهِمْ﴾ [الجمعة:7] أي من الذنوب والمعاصي، التي يستوحشون من الموت من أجلها، ﴿وَاللَّهُ عَلِيمٌ بِالظَّالِمِينَ﴾ [الجمعة:7] فلا يمكن أن يخفى عليه من ظلمهم شيء، هذا وإن كانوا لا يتمنون الموت بما قدمت أيديهم، ويفرون منه [غاية الفرار]، فإن ذلك لا ينجيهم، بل لا بد أن يلاقيهم الموت الذي قد حتمه الله على العباد وكتبه عليهم.
ثم بعد الموت واستكمال الآجال، يرد الخلق كلهم يوم القيامة إلى عالم الغيب والشهادة، فينبئهم بما كانوا يعملون، من خير وشر، قليل وكثير.
﴿يَا أَيُّهَا الَّذِينَ آمَنُوا إِذَا نُودِيَ لِلصَّلَاةِ مِنْ يَوْمِ الْجُمُعَةِ فَاسْعَوْا إِلَى ذِكْرِ اللَّهِ وَذَرُوا الْبَيْعَ ذَلِكُمْ خَيْرٌ لَكُمْ إِنْ كُنْتُمْ تَعْلَمُونَ ۝٩ فَإِذَا قُضِيَتِ الصَّلَاةُ فَانْتَشِرُوا فِي الْأَرْضِ وَابْتَغُوا مِنْ فَضْلِ اللَّهِ وَاذْكُرُوا اللَّهَ كَثِيرًا لَعَلَّكُمْ تُفْلِحُونَ ۝١٠ وَإِذَا رَأَوْا تِجَارَةً أَوْ لَهْوًا انْفَضُّوا إِلَيْهَا وَتَرَكُوكَ قَائِمًا قُلْ مَا عِنْدَ اللَّهِ خَيْرٌ مِنَ اللَّهْوِ وَمِنَ التِّجَارَةِ وَاللَّهُ خَيْرُ الرَّازِقِينَ ۝١١﴾.

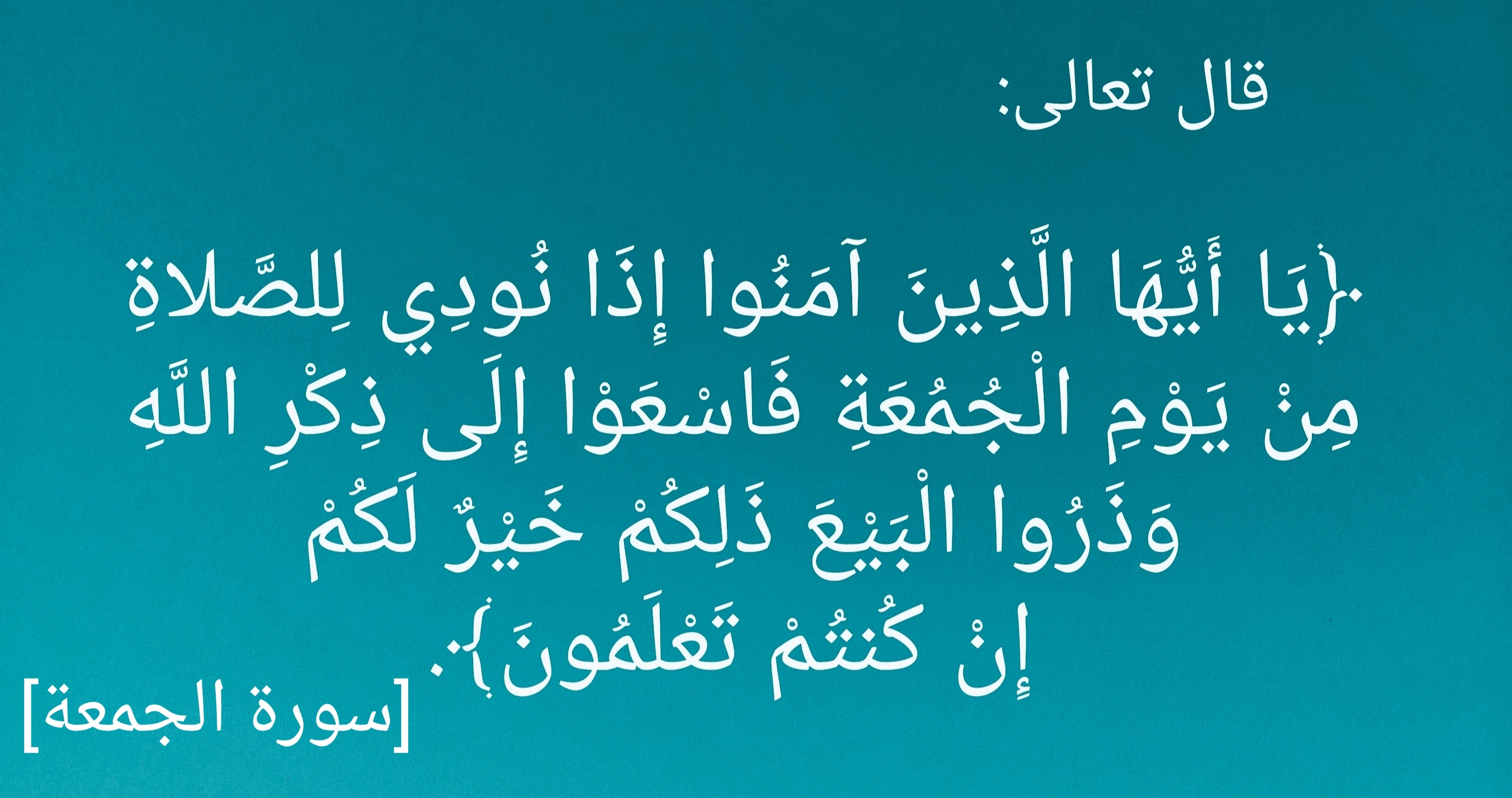

يأمر تعالى عباده المؤمنين بالحضور لصلاة الجمعة والمبادرة إليها، من حين ينادى لها والسعي إليها، والمراد بالسعي هنا: المبادرة إليها والاهتمام لها، وجعلها أهم الأشغال، لا العدو الذي قد نهي عنه عند المضي إلى الصلاة، وقوله: ﴿وَذَرُوا الْبَيْعَ﴾ [الجمعة:9] أي: اتركوا البيع، إذا نودي للصلاة، وامضوا إليها.
فإن ﴿ذَلِكُمْ خَيْرٌ لَكُمْ﴾ [الجمعة:9] من اشتغالكم بالبيع، وتفويتكم الصلاة الفريضة، التي هي من آكد الفروض.
﴿إِنْ كُنْتُمْ تَعْلَمُونَ﴾ [الجمعة:9] أن ما عند الله خير وأبقى، وأن من آثر الدنيا على الدين، فقد خسر الخسارة الحقيقية، من حيث ظن أنه يربح، وهذا الأمر بترك البيع مؤقت مدة الصلاة.
﴿فَإِذَا قُضِيَتِ الصَّلَاةُ فَانْتَشِرُوا فِي الْأَرْضِ﴾ [الجمعة:10] لطلب المكاسب والتجارات ولما كان الاشتغال في التجارة، مظنة الغفلة عن ذكر الله، أمر الله بالإكثار من ذكره، فقال: ﴿وَاذْكُرُوا اللَّهَ كَثِيرًا﴾ [الجمعة:10] أي في حال قيامكم وقعودكم وعلى جنوبكم، ﴿لَعَلَّكُمْ تُفْلِحُونَ﴾ [الجمعة:10] فإن الإكثار من ذكر الله أكبر أسباب الفلاح.
﴿وَإِذَا رَأَوْا تِجَارَةً أَوْ لَهْوًا انْفَضُّوا إِلَيْهَا﴾ [الجمعة:11] أي: خرجوا من المسجد، حرصًا على ذلك اللهو، و[تلك] التجارة، وتركوا الخير، ﴿وَتَرَكُوكَ قَائِمًا﴾ [الجمعة:11] تخطب الناس، وذلك [في] يوم جمعة، بينما النبي صلى الله عليه وسلم يخطب الناس، إذ قدم المدينة، عير تحمل تجارة، فلما سمع الناس بها، وهم في المسجد، انفضوا من المسجد، وتركوا النبي صلى الله عليه وسلم يخطب استعجالًا لما لا ينبغي أن يستعجل له، وترك أدب، ﴿قُلْ مَا عِنْدَ اللَّهِ﴾ [الجمعة:11] من الأجر والثواب، لمن لازم الخير وصبر نفسه على عبادة الله.
﴿خَيْرٌ مِنَ اللَّهْوِ وَمِنَ التِّجَارَةِ﴾ [الجمعة:11] التي، وإن حصل منها بعض المقاصد، فإن ذلك قليل منغص، مفوت لخير الآخرة، وليس الصبر على طاعة الله مفوتًا للرزق، فإن الله ﴿خير الرازقين﴾ [الجمعة:11]، فمن اتقى الله رزقه ﴿مِنْ حَيْثُ لَا ‌يَحْتَسِبُ﴾ [الطلاق:3].

## فوائد من الآيات
1. أن الجمعة فريضة على جميع المؤمنين، يجب عليهم السعي لها، والمبادرة والاهتمام بشأنها.
2. أن الخطبتين يوم الجمعة، فريضتان يجب حضورهما، لأنه فسر الذكر هنا بالخطبتين، فأمر الله بالمضي إليه والسعي له.
3. مشروعية النداء ليوم الجمعة، والأمر به.
4. النهى عن البيع والشراء، بعد نداء الجمعة، وتحريم ذلك، وما ذاك إلا لأنه يفوت الواجب ويشغل عنه، فدل ذلك على أن كل أمر ولو كان مباحًا في الأصل، إذا كان ينشأ عنه تفويت واجب، فإنه لا يجوز في تلك الحال.
5. الأمر بحضور الخطبتين يوم الجمعة، وذم من لم يحضرهما، ومن لازم ذلك الإنصات لهما.
6. أنه ينبغي للعبد المقبل على عبادة الله، وقت دواعي النفس لحضور اللهو [والتجارات] والشهوات، أن يذكرها بما عند الله من الخيرات، وما لمؤثر رضاه على هواه.

## وصلات خارجية
- سورة الجمعة: تجويد-تفسير - موقع Altafsir.com